# 蒙塔尼亚纳
蒙塔尼亚纳（義大利語：Montagnana），是意大利威尼托大区帕多瓦省的一个市镇。总面积45.06平方公里，人口9546人，人口密度211.9人/平方公里（2009年）。国家统计（ISTAT）代码为028056。